# Църква на трите кръста
Църквата на трите кръста (на фински: Kolmen Ristin kirkko) е лутеранска църква, разположена в Вуоксенниска, Иматра.
Тя е проектирана от Алвар Аалто и е завършена през 1958 г. Прието е, че това е църквата с най-оригинален дизайн, проектирана от Аалто. Името на църквата идва от три кръста, разположени на олтара. 
Църквата се състои от три последователни зали, които могат да бъдат разделени от плъзгащи се стени. Това позволява части от църквата да бъдат използвани за енорийските дейности през седмицата. Външно, църквата е решена в бял цвят и меден покрив.
DOCOMOMO признава църквата, като важен пример за модернистична архитектура във Финландия. Националният съвет по антиките признава сградата за значителна историческа сграда. Комитет към националния съвет по антиките с през 1998 г., в чест на сто годишнината от рождението на Алвар Аалто, избира църквата, като една от 5 най-важни сгради проектирани от него.
- Камбанарията на църквата
- Трите кръстта в олтара